# Chlorophthalmus
Chlorophthalmus è un genere di pesci ossei marini appartenenti alla famiglia Chlorophthalmidae.

## Distribuzione e habitat
Questo genere è diffuso in tutti i mari e gli oceani nelle fasce tropicali e temperate calde. Nel mar Mediterraneo vive la specie Ch. agassizi.
Vivono in genere su fondi fangosi ad una certa profondità nel piano circalitorale sebbene alcune specie siano abissali.

## Specie
- Chlorophthalmus acutifrons
- Chlorophthalmus agassizi
- Chlorophthalmus albatrossis
- Chlorophthalmus atlanticus
- Chlorophthalmus bicornis
- Chlorophthalmus borealis
- Chlorophthalmus brasiliensis
- Chlorophthalmus chalybeius
- Chlorophthalmus corniger
- Chlorophthalmus ichthyandri
- Chlorophthalmus mento
- Chlorophthalmus nigromarginatus
- Chlorophthalmus pectoralis
- Chlorophthalmus proridens
- Chlorophthalmus punctatus
- Chlorophthalmus zvezdae